# Kessel Island
Kessel Island ist eine unbewohnte Insel im nördlichen Teil des King Sounds, einem australischen Küstengewässer des Indischen Ozeans. Sie gehört zur Region Kimberley im australischen Bundesstaat Western Australia.
Die Insel ist 170 Meter lang und hat eine Breite von 90 Meter. Sie ist ca. 6,9 Kilometer vom australischen Festland entfernt.
Die Insel ist die zweit-westlichste Insel einer fünf Kilometer langen Inselkette. Der Name der westlichen Nachbarinsel lautet Scott Island, die östliche Nachbarinsel heißt Pope Island.